# Jean Kockerols
Jean Kockerols, né le 13 août 1958 à Brecht (Belgique), est un prêtre catholique belge de l'archidiocèse de Malines-Bruxelles. Depuis février 2011, il est évêque auxiliaire de l'archidiocèse de Malines-Bruxelles et vicaire général pour la région de Bruxelles. Il est autorisé à prendre une année sabbatique après l'installation du nouvel archevêque de Malines-Bruxelles, Luc Terlinden.

## Biographie
(décembre 2015).
Fils de Carlo Kockerols, le jeune Jean passe sa jeunesse à Anvers. Après des études universitaires qu'il termine avec une licence en droit et une licence en droit maritime, Kockerols devient juriste à la Compagnie maritime belge à Anvers. Il devient également collaborateur bénévole auprès des 
Communautés de l'Arche (à Liège, Cognac et Bruxelles), fondées par Jean Vanier, et y trouve sa vocation sacerdotale.
A la fin des études préparatoires au sacerdoce, il est ordonné prêtre le 18 septembre 1993 et obtient encore des diplômes supplémentaires: baccalauréat en droit canon, baccalauréat en philosophie, diplôme en coopération au développement et, à l’Université pontificale grégorienne de Rome, un doctorat en théologie.
Après son ordination il est successivement :
- 1995-2001 : vicaire dans la paroisse Notre-Dame du Sacré-Cœur (Etterbeek)
- 2001-2004 : curé de la paroisse Saint-Pierre (Woluwe-Saint-Pierre)
- 2001 : fondateur et directeur du Centre d’études pastorales (Bruxelles)
- à partir de 2004 : curé et responsable de la pastorale francophone de la paroisse Saint-Pierre (Uccle)
- à partir de 2006 : commissaire apostolique, chargé des affaires économiques et patrimoniales des Religieuses de l’Eucharistie
- à partir de 2007 : curé des paroisses Saint-Marc et Saint-Paul (Uccle)
- à partir de 2007 : coresponsable de la pastorale francophone des paroisses du Précieux Sang et de Notre-Dame de la Consolation à Uccle
- 1er janvier 2007 : doyen de Bruxelles-Sud.

En outre, il a été directeur de l’École de la foi, formateur aux séminaires diocésain de Limelette et Bruxelles et chargé de cours à l’Institut d'études théologiques (Bruxelles)

## Évêque
Le 22 février 2011 il est nommé évêque titulaire d'Ypres (de) et évêque auxiliaire de Malines-Bruxelles et Vicaire général  du vicariat de Bruxelles. 
La consécration épiscopale lui est conférée en la basilique de Koekelberg le 3 avril 2011 par l'archevêque André-Joseph Léonard, en même temps que celles de Léon Lemmens et Jean-Luc Hudsyn nommés, le même jour que lui, évêque auxiliaire de Malines-Bruxelles, respectivement pour le Brabant flamand (+ Malines) et pour le Brabant wallon.
Il choisit comme devise épiscopale une formule de la liturgie eucharistique : « Beati invitati ad cenam Domini »  (« Heureux les invités à la table du Seigneur »)
À sa demande, le Pape François et son archevêque, Luc Terlinden, l'autorisent à prendre une année sabbatique à compter du 11 septembre 2023. Le Chanoine Tony Frison le remplace.

## Publications
- L’Esprit à la Croix : la dernière onction de Jésus, Bruxelles 1999, éd. Lessius,
- La liturgie à Taizé, La Maison-Dieu n.255, 2008/3, p.41-61.
- Il publie régulièrement des articles dans la revue diocésaine Pastoralia et dans des revues de spiritualité.